# Haylie Duff
Haylie Katherine Duff (* 19. února 1985, Houston, Texas, Spojené státy americké) je americká herečka, moderátorka, autorka, zpěvačka, textařka, filmová producentka, businessmenka a bloggerka. Je starší sestra herečky a zpěvačky Hilary Duff. Nejvíce se proslavila rolí Sandy Jameson v televizním seriálu Sedmé nebe (2005-07), Summer v Napaleon Dynamit (2014) a jako Annie Nelson v TV filmu Na křídlech lásky a jeho sequelu Tam, kde je láska (2009).

## Životopis
Narodila se v Houstonu v Texasu. Je o dva a půl roku starší, než její sestra Hilary. Její matka Susan Colleen (rozená Cobb) je ženou v domácnosti a filmovou producentkou. Produkovala filmy Moderní Popelka (2004), Pan Božský (2005) a Holky v balíku (2006 Její otec se jmenuje Robert Erhard "Bob" Duff a je majitelem obchodu. Jako malá dělala balet. V osmi letech získala roli v produkci Louskáček taneční společnosti Houston Metropolitan Dance Company.

## Kariéra
Svojí kariéru zahájila v televizních filmech jako Pravé ženy a v televizních seriálech jako The Amanda Show. Známou tváří se stala se seriálem Lizzie McGuire, kde si zahrála roli Amy Saunders, po boku své sestry Hilary Duff. V roce 2004 si zahrála v seriálu That's So Raven roli Katiny Jones. Byla obsazena do filmu Napoleon Dynamit. Za roli ve filmu získala cenu Teen Choice Award. Svůj hlas propůjčila do animovaného vánočního filmu Cesta za Ježíškem. V roce 2005 byla obsazena do role Sandy Jameson v seriálu Sedmé nebe.
V červnu 2006 se připojila k obsazení Broadwayské produkce Hairspray, kde hrála protivnou dívku Amber Von Tussie. Show opustila na začátku října 2006.
Po boku své sestry se objevila ve filmu Holky v balíku, ve filmu sloužila také jako producentka, stejně tak její sestra a matka.
Mezi lety 2008-15 se objevila v různých filmových a televizních rolích, včetně Fear Island, Tug a Slightly Single in L.A.. Svůj hlas znovu propůjčila do animovaného filmu Foodfight!, ale kvůli distribučním problémům, film nebyl ještě vydán. Moderovala reality show Legally Blonde The Musical: The Search for Elle Woods, ve které se hledala herečka, která může převzít roli v muzikálu Legally Blonde: The Musical.

## Osobní život
Během let 2004 až 2005 chodila s Erikem von Dettenem. Od listopadu 2006 do ledna 2007 chodila s hercem Kevinem Connollym. Tříměsíční románek si prožila s americkým režisérem Charliem McDowellem. Během let 2008 až 2011 chodila s hercem Nickem Zanou.
V květnu roku 2013 začala chodit s americkým designérem Mattem Rosenbergem. Po roce vztahu se 1. dubna 2014 zasnoubili. Dceru Ryan Ava Erhard porodila 11. května 2015. Druhá dcera Lulu Gray se jim narodila 5. června 2018.

## Filmografie
| Rok  | Film                     | Role                | Poznámky    |
| ---- | ------------------------ | ------------------- | ----------- |
| 1997 | Město naděje             | Martha Jean Pruitt  |             |
| 1998 | Návrat Addamsovy rodiny  | Gina Adams          |             |
| 2000 | Dreams in the Attic      | Jessica             |             |
| 2003 | The Newman Shower        | Wendy               | krátký film |
| 2004 | Cesta za Ježíškem        | Princezna Lucinda   |             |
| 2004 | Napoleon Dynamit         | Summer Wheatley     |             |
| 2005 | Líbí se mi co děláš      | Fran                |             |
| 2006 | Holky v balíku           | Ava Marchetta       |             |
| 2006 | Vrať se k dřezu          | Cassidy             |             |
| 2007 | My Sexiest Year          | Debbie              |             |
| 2007 | Nightmare                | Molly Duggan        | TV film     |
| 2008 | Protivný svůdný holky    | Lana Stephens       |             |
| 2008 | Krvavé vykoupení         | Lee                 | TV film     |
| 2009 | Na křídlech lásky        | Dr. Annie Nelson    | TV film     |
| 2009 | Tam, kde je láska        | Dr. Annie Watson    | TV film     |
| 2009 | Tajemná chůva            | Claudia             | TV film     |
| 2009 | Fear Island              | Jenna / Megan       | TV film     |
| 2010 | Tug                      | Kim                 |             |
| 2011 | Video Girl               | Khloe               |             |
| 2011 | Zásnuby o prázdninách    | Trisha Burns        | TV film     |
| 2012 | Foodfight!               | Sladké dorty (hlas) |             |
| 2012 | Zlatá zima               | Rory (hlas)         |             |
| 2012 | Home Invasion            | Jade / Megan        | TV film     |
| 2012 | Vše o štědrém večeru     | Eve / Evelyn Wright | TV film     |
| 2013 | Hats Off to Christmas!   | Mia                 | TV film     |
| 2013 | Taken by Grace           | Carrie Everett      | TV film     |
| 2013 | Slightly Single in L.A.  | Jill                | TV film     |
| 2013 | Christmas Belle          | Isabella            | TV film     |
| 2014 | The Costume Shop         | Jessica             | TV film     |
| 2014 | Svatební dohoda          | Elizabeth Carter    | TV film     |
| 2014 | Muffin Top: A Love Story | Jessica             | TV film     |
| 2014 | Sweet Surrender          | Chelsea             | TV film     |
| 2014 | A Belle for Christmas    | Isabella            | TV film     |
| 2014 | Naughty and Nice         | Dr. Sandra Love     | TV film     |
| 2014 | Til Death Do Us Part     | Sarah               | TV film     |
| 2015 | Desecrated               | Allie McClean       |             |
| 2015 | His Secret Family        | Sarah               |             |
| 2015 | Odznak cti               | Brittany Gallo      | TV film     |
| 2016 | The Bad Twin             | Dr. Jen Burgess     |             |
| 2017 | The Sandman              | Claire              |             |
| 2017 | The Bachelor Next Door   | Alex                | TV film     |
| 2017 | Deadly Delusion          | Julia McNeil        | TV film     |
| 2017 | Hacker                   | Laura O'Brien       | TV film     |
| 2018 | Deadly Delusion          | Julia McNeil        | TV film     |

| Rok        | Název                            | Role                         | Poznámky                            |
| ---------- | -------------------------------- | ---------------------------- | ----------------------------------- |
| 1997       | Pravé ženy                       | Elle                         | TV film, neuvedena v titulcích      |
| 1999       | The Amanda Show                  | Dívka v hloučku              | díl: „Talent Contest“               |
| 2000       | Nemocnice Chicago Hope           | Jenny                        | díl: „Boys Will Be Girls“           |
| 2001       | Bostonská střední                | Sylvia                       | 2 díly                              |
| 2002–03    | Lizzie McGuire                   | Amy Sanders (sestřenice Amy) | 3 díly                              |
| 2003       | Třetí hlídka                     | Mladá Faith                  | díl: „Collateral Damage: Part 1“    |
| 2003       | American Dreams                  | Shangri-Las                  | díl: „Change a Comin“               |
| 2004       | That's So Raven                  | Katina                       | díl: „He's Got the Power“           |
| 2004       | One on One                       | Mandy                        | díl: „Lost in the Headlights“       |
| 2005       | Chlapi sobě                      | Jessica                      | díl: „Smím prosit?“                 |
| 2005       | Joan z Arkádie                   | Stevie Marx                  | vedlejší role (2. řada), 3 díly     |
| 2005–07    | Sedmé nebe                       | Sandy Jameson                | hlavní role (10.-11. řada), 32 dílů |
| 2012       | Napoleon Dynamite                | Summer Wheatly (hlas)        | vedlejší role, 4 díly               |
| 2012       | Tajný život amerických teenagerů | Právnička                    | díl: „Lies and Byes“                |
| 2012       | Massholes                        | Fikční Haylie Duff           | 2 díly                              |
| 2012       | Blackout                         | Suzanne Danfield             | hlavní role, 3 díly                 |
| 2014–dosud | Real Girl's Kitchen              | Moderátorka                  |                                     |
| 2016–dosud | Haylie's America                 | Moderátorka                  |                                     |
| 2017       | Real Rob                         | Allison                      | 3 díly                              |